# ALL I NEED
『ALL I NEED』（オールアイニード）は、糸杉柾宏による日本の漫画。『ヤングアニマル嵐』（白泉社）にて2013年No.6から2014年No.3まで連載。話数表記は「○th phase」。単行本は全1巻のみの発売であり、作者のTwitterによると2巻は発売されない模様。
「百合」と「オナニー」を題材とした学園エロティック・コメディ漫画。作者が『うわこい』と並行して描いていた作品で、作者の作品の中では珍しく百合系を題材とする。それゆえに、作中の登場人物の多くが女性キャラクターである。

## あらすじ
私立桃桜学園に通う逢沢雛子（通称：ヒナ）はこの春、高等部に進学することとなった。そして彼女は先輩・茅ヶ崎聖愛と相部屋になる。その夜、聖愛は「儀式」を行うべくヒナに肉体関係を迫ろうとするが、彼女が「イケない娘」であったことにより失敗してしまう。そして聖愛はヒナに「イク」ことが出来るようになるために勉強するよう命じるのであった。

## 登場人物
逢沢雛子（あいざわ ひなこ） / ヒナ
主人公。私立桃桜学園高等部の生徒。先輩の聖愛と相部屋になる。幼稚舎からずっと学園の寮で過ごしてきたため精神的に幼い面があり、性に関する知識も皆無であり、さらに不感症で、オナニーをしても快感を得ることが出来なかった。
入学式の日の夜、聖愛から「儀式」と称して肉体関係を迫られるが、性的快感を得ることが出来なかったため彼女から性に関する知識を身に付けてそれを克服するよう命じられ、そして友人であるカレン、ノドカ、ルリとの協力でそれを行うこととなり、徐々に快感を得られるようになっていく。
理事長の台詞によると生い立ちには秘密がある模様。
外見の風貌は、『あきそら』の葵アキと葵ソラを重ね併せたような姿をしている。
茅ヶ崎 聖愛（ちがさき セイラ）
ヒナの先輩。ヒナと相部屋になった。理事長の命令でヒナを学園の「外の世界」に出そうとしている。レズビアン。
入学式の日の夜、ヒナに「儀式」と称して彼女に肉体関係を迫ろうとするが失敗し、そのことから彼女に性に関する知識を身に付けるよう命ずる。
月乃 カレン（つきの カレン）
ヒナの友人の1人。明朗快活な性格で少年のような言動が目立つ。ヒナの性に関する勉強のために協力することとなる。ヒナにオナニーを教えるために彼女の前でそれを実演することになる。
ノドカ
ヒナの友人の1人。眼鏡を掛けた知的な雰囲気の少女。穏やかな物腰をしており、常に敬語で喋る。ヒナの性に関する勉強のために協力することとなる。シャワーオナニーを好む。
ルリ
ヒナの友人の1人。ツインテールの髪形をした少女。クールな性格。パンやドーナツが好物でいつも食べている様子が見られる。ヒナの性に関する勉強のために協力することとなる。
理事長
私立桃桜学園の理事長。ヒナを学園の「外の世界」に出そうと考えており、聖愛にそれを命じている。

## 書籍
- 糸杉柾宏 『ALL I NEED』白泉社〈ジェッツコミックス〉、全1巻

1. 2014年1月5日初版発行、2013年12月27日発売 ISBN 978-4-592-14026-9